# Кокосовые острова (Мьянма)
Коко́совые острова́ (бирм. ကိုကိုးကျွန်း) — архипелаг из 7 островов и скал на северо-востоке Бенгальского залива. Принадлежат Мьянме. Площадь 20,54 км².

### География
Острова расположены в 414 км к югу от города Янгон. К северу в 77 км от этой группы островов находится остров Препарис, также принадлежащий Мьянме, а к югу находится остров Лендфолл, принадлежащий Индии. Кокосовые острова состоят из трех основных островов, а именно острова Большой Кокосовый и меньшего острова Малый Кокосовый, разделенных проливом Александра, а также небольшого острова Тэйбл, расположенного недалеко от острова Большой Кокосоввый. Географически входят в состав архипелага Андаманских островов.

### История
Свое нынешнее название острова получили от португальских моряков в 16 веке. Андаманские острова были захвачены британской Ост-Индской компанией в 18 веке. В 19 веке британское правительство в Индии создало исправительную колонию на Андаманских островах, и Кокосовые острова были для неё источником продовольствия (в основном кокосы). В 1950 году Кокосовые острова были переданы под суверенитет Бирмы бывшим премьер-министром Индии Джавахарлалом Неру в качестве подарка. В 1959 году временная военная администрация генерала Не Вина создала исправительную колонию на острове Большой Кокосовый. После государственного переворота 1962 года Не Вина и последующего установления военного правительства тюрьма приобрела репутацию бирманского «острова дьявола». После массовых протестов все заключенные на острове были переведены в тюрьму Инсейн в Рангуне в 1971 году. После закрытия исправительной колонии объекты на острове Большой Кокосовый были переданы ВМС Бирмы.
Предположительно Кокосовые острова были сданы в аренду Китайской Народной Республике с 1994 года. Правительства Бирмы и КНР отрицают это.

### Флора и фауна
Многочисленные зелёные черепахи регулярно откладывают яйца на острове Большой Кокосовый. В 2006 году впервые было начато долгосрочное исследование их популяции.

### Общая информация
| Остров                    |                                 | Достопримечательности                                    | Площадь (км²) | Население |
| ------------------------- | ------------------------------- | -------------------------------------------------------- | ------------- | --------- |
| Большой Кокосовый         | 14°06′00″ с. ш. 93°21′54″ в. д. | Аэропорт, кокосовые рощи, возможно китайская станция РЭР | 14,57         | 1200+     |
| Малый Кокосовый           | 13°59′17″ с. ш. 93°13′30″ в. д. | Кокосовые рощи                                           | 4,44          | 150       |
| Тэйбл                     | 14°11′06″ с. ш. 93°21′54″ в. д. | Маяк                                                     | 1,28          | 0         |
| Слиппер                   | 14°11′24″ с. ш. 93°21′25″ в. д. |                                                          | 0,08          | 0         |
| Рэт                       | 14°07′41″ с. ш. 93°22′55″ в. д. |                                                          | 0,015         | 0         |
| Биннакл                   | 14°09′00″ с. ш. 93°22′19″ в. д. |                                                          | 0,011         | 0         |
| Джерри                    | 14°03′00″ с. ш. 93°21′54″ в. д. |                                                          | 0,14          | 0         |
| Кокосовые острова (всего) |                                 |                                                          | 20.53         | 1350+     |